# Bokhandel

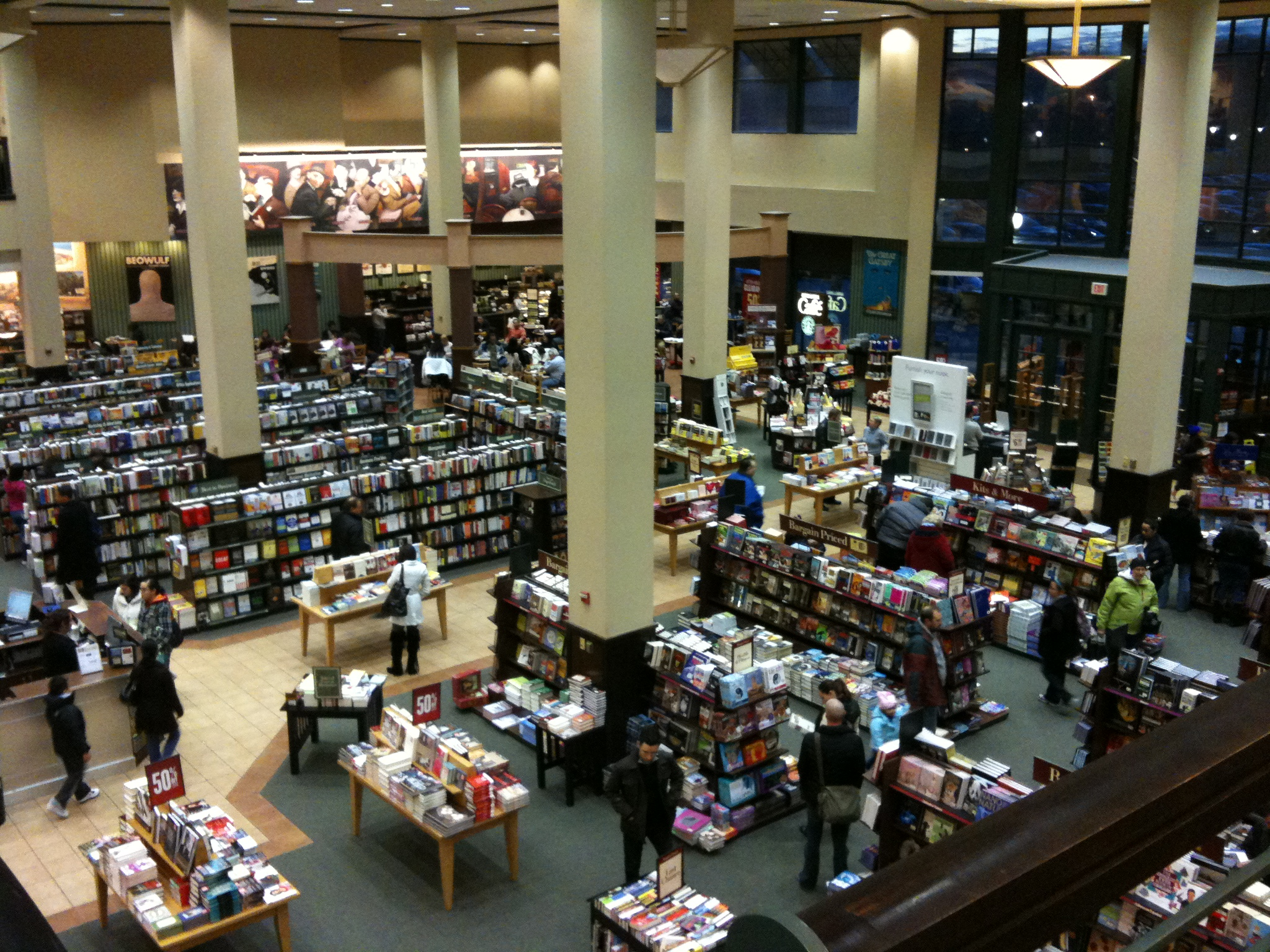
Inuti en Barnes & Noble-butik

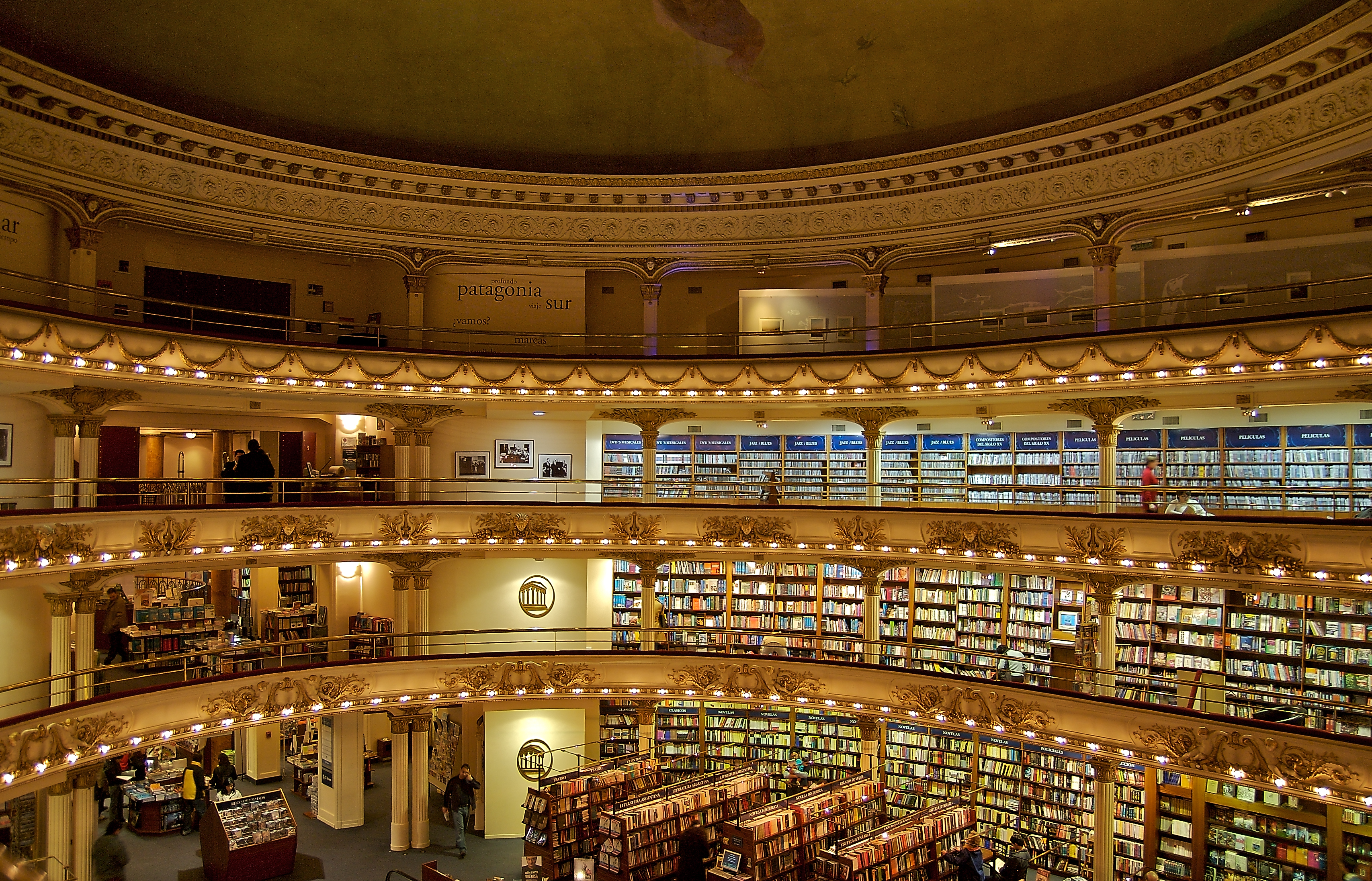
Bokhandel i Buenos Aires, Argentina

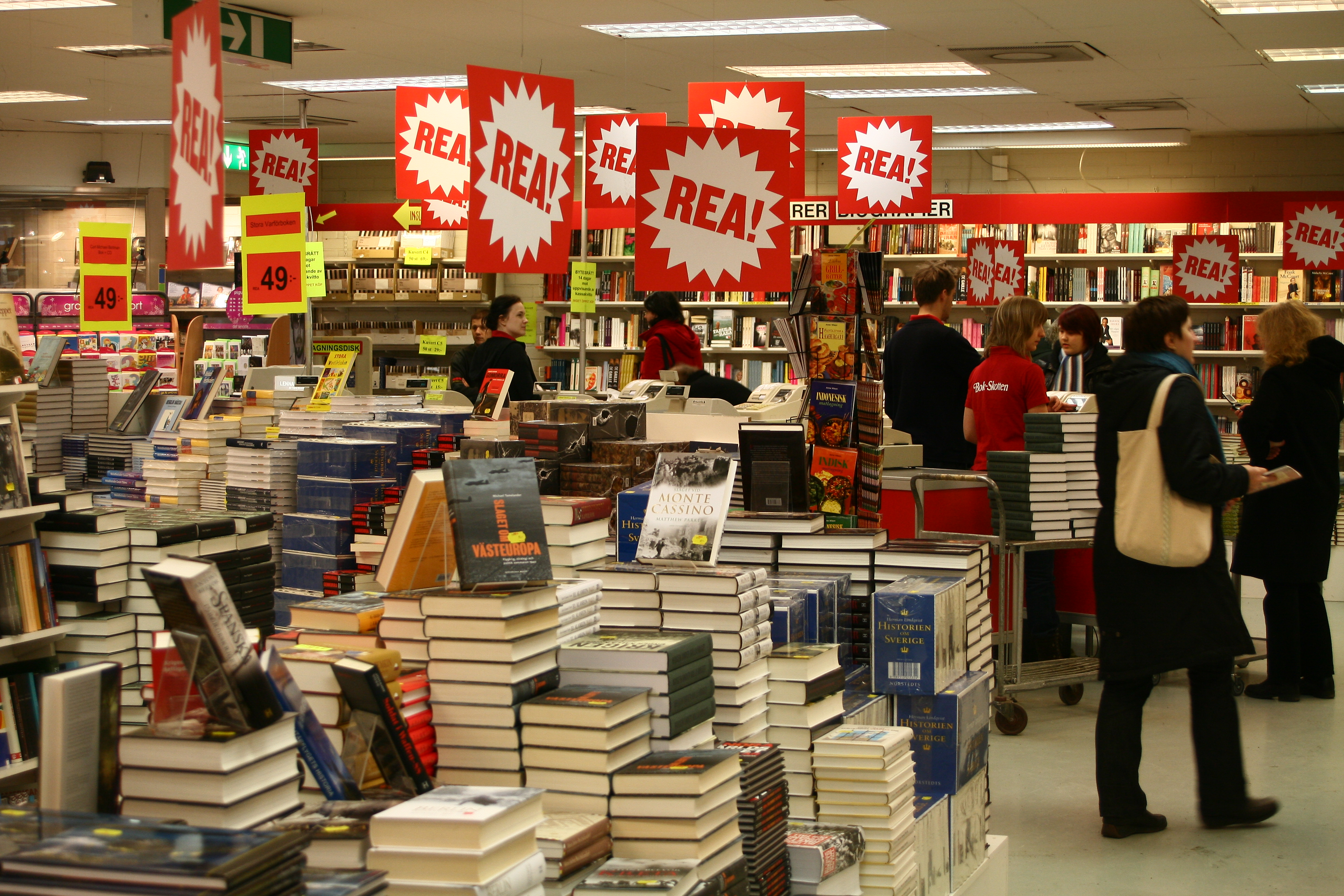
En svensk bokhandel under bokrean 2009

Bokhandel är en näringsgren för försäljning av böcker och andra förlagsprodukter. Den kan grovt indelas i grossist- och detaljhandel, med vissa branschstödjande funktioner som bokmässor, kataloger och tidskrifter. Butikerna är i ökande grad organiserade i rikstäckande butikskedjor. Nya spridningsvägar har under 1900-talet tillkommit i form av bokklubbar och internetbokhandel. Biblioteken, som är stora köpare av böcker, har skapat regionala och nationella inköpsorganisationer, som i en del fall har bolagiserats och sålts ut. 
En del branscher och folkrörelser har sin egen förlagsnäring och försäljning av trycksaker som är så gott som fristående från den allmänna bokhandeln. Handeln med kartor, kataloger, tidskrifter, tryckta musikalier (noter) och faktasamlingar på CDROM räknas ibland in i bokhandeln, men nästan aldrig handeln med dagstidningar, datorspel, inspelad musik och film.
I dagligt tal är en bokhandel det samma som en butik i detaljhandelsledet. I äldre svenska kallades butikerna i stället boklådor (motsvarande tyska Buchladen) och detta ord finns ibland fortfarande kvar som pluralform till bokhandel, men ordet bokhandlar anses numera lika korrekt som boklådor.
I små länder och språkområden, som det svenska, råder oligopol eller nära monopol i grossistledet. Viktiga samlingspunkter i den svenska bokhandeln är den årliga Bok- & Biblioteksmässan i Göteborg och tidskriften Svensk Bokhandel.

## Historik
Bokhandeln, som en egen näringsgren skild från tryckerier och förlag, uppkom under 1500-talet, när den tryckta bokens inkunabelperiod var över. Med de ökande transportmöjligheter som ångfartyg och ånglok erbjöd på 1800-talet fick bokhandeln ökad omfattning och började anta mer organiserade former. Den årliga bokmässan i Frankfurt am Main är världens största och också en av de äldsta.

### Finland
Under hela svenska tiden hade bokbindarna hand om försäljningen av böcker i riket. De reste med sina "boklådor" runt i landet och bjöd ut sina böcker. I början av ryska tiden var Åbo den enda staden i storfurstendömet Finland med en bokhandel. Bokhandeln (grundad 1778) innehades av Johan Christopher Frenckell. Helsingfors fick sin första bokhandel 1821, då bokbindaren Jakob Delphin erhöll sina privilegier. Under 1800-talets första decennier öppnades boklådor även i Kuopio (1819), Uleåborg (1829), Vasa (1838), Viborg (1839) och Borgå (1839). På landsorten handhades bokförsäljningen under hela 1800-talet och början av 1900-talet av förlagens kolportörer.
Den organiserade bokhandeln i Finland kan räkna sitt ursprung från 1858, då Finska förlagsföreningen grundades. Denna organisation hade vid starten 16 bokhandlare som kommissionärer; vid sekelskiftet 1900 var antalet boklådor 56. Branschens företagare bildade 1903 Finska bokhandlareföreningen med syfte att främja yrkesskickligheten och bokhandelns sunda utveckling. Genom sammanslagning av bokhandelsförbundet och pappershandelsförbundet uppstod 1969 Finlands bok- och pappershandelsförbund, som sedan 1999 heter endast Bokhandelsförbundet (Kirjakauppaliitto). 190 företag med 290 butiker hörde 2002 till förbundet.
Bokhandelspersonalen får sin grundutbildning i Bokhandelsskolan. Den som genomgått denna med godkända betyg får kalla sig librist. Bokpriserna har varit fria i Finland sedan 1971 och bokmomsen är numera 8 %.

### Sverige
Bokhandeln i Sverige började med boktryckaren-förläggaren Paul Grijs i Uppsala i början av 1500-talet och bokhandlaren Herman Sulken, som öppnade butik i Stockholm 1599. Den 4 december 1843 grundades "Svenska Förlagsföreningen" med syftet att åstadkomma bättre samverkan mellan förläggare och bokhandlare, och utsåg redan vid första sammankomsten 74 kommissionärer från Ystad i söder till Luleå i norr . Föreningen, som 1853 bytte namn till "Svenska bokförläggare-föreningen", växte snabbt från 40 medlemmar 1845 till 92 medlemmar 1877.
Genom utbrytning ur denna förening bildades 1887 "Nya bokförläggareföreningen". Den äldre föreningen började 1861 utge "Årskatalog för svenska bokhandeln" och 1863 "Svensk bokhandelstidning", den nyare föreningen från 1888 "Nya bokhandelstidningen". År 1904 hade den äldre föreningen 71 medlemmar (med 191 kommissionärer) och den yngre 20 medlemmar (med 179 kommissionärer).
År 1893 bildades "Svenska sortimentsbokhandlareföreningen", som i början av 1895 hade 103 medlemmar och 1903 omkr. 110. Föreningen håller årligen sitt möte på olika orter. År 1904 fanns i Stockholm 26 och i landsorten 147 sortimentsbokhandlare med 133 filialer. Efter mönstret från Svenska bokförläggareföreningen har i Finland bildats "Finska förlagsföreningen", som 1903 räknade 26 medlemmar. Kommissionärskapens antal utgjorde samtidigt 56. Allmänna skandinaviska bokhandlarmöten har hållits i Köpenhamn (1856), Stockholm (1866), Kristiania (1873), Köpenhamn (1884) och Kristiania (1901). -- Henrik Schück, "Om den äldsta bokhandeln i Sverige" (omfattande tiden till början av 1600-talet; i Sv. bokförläggarefören:s festskrift 1893).